# Академична дисциплина
Вижте пояснителната страница за други значения на Дисциплина.
Дисциплината е всяка професия или област на знанието, която се преподава официално в системата на образованието.
Академичната дисциплина е клон на знанието, обект на публични научни изследвания, които обикновено се извършват в изследователски институт, университет, колеж, или академия. Дисциплините най-често се дефинират в различни академични публикации или издания на професионални организации, в които се излагат резултатите от изследователския процес.
Академичните дисциплини обикновено имат поддисциплини, често взаимно допълващи се, с условна разграничителна линия между тях.
За признаването, утвърждаването и реалното практическо приложение на съответната дисциплина съществено значение има създаването на вътрешен диалог в академичните и професионалните среди между учените (преподаватели и изследователи) и професионалните организации.